# Barry megye (Missouri)
Barry megye az Amerikai Egyesült Államokban, azon belül Missouri államban található. Megyeszékhelye Cassville, legnagyobb városa Monett. Lakosainak száma 34 534 fő (2020. április 1.). Barry megye Lawrence, Stone, Carroll, Benton, McDonald és Newton megyékkel határos.

## Népesség
A megye népességének változása:
| Lakosok száma | 35 759 | 35 538 | 35 562 | 35 572 | 35 829 | 34 534 |
|               | 2010   | 2011   | 2012   | 2013   | 2015   | 2020   |